# Терра (супутник)
Терра (EOS AM-1) — транснаціональний науково-дослідний супутник на сонячно-синхронній орбіті навколо Землі, який діє під керівництвом агентства НАСА. Найменування «Терра» походить від латинської назви Землі.

## Місія
Терра несе на борту п'ять дистанційних зондів для спостереження за довкіллям і змінами клімату.
- ASTER[3], японський зонд, фотографує Землю з високою роздільною здатністю в 15  діапазонах електромагнітного спектра, від видимого до інфрачервоного випромінювання. З розширенням від 15 до 90 метрів, зображення ASTER використовуються для створення детальних карт температури поверхні Землі, випромінювальної здатності, відбивної здатності і висоти.
- CERES[en], радіометр.
- MISR[en], 9 цифрових фотоапаратів, пристосованих для вимірювання сонячного випромінювання, що відбивається Землею (як поверхнею, так і атмосферою) в різних напрямках і діапазонах спектра.
- MODIS[en][4], фотографує в 36 діапазонах спектра, з довжиною хвилі від 0,4 мкм до 14,4 мкм та роздільною здатністю від 250 м до 1 км. Призначений для спостереження за глобальною динамікою планети Земля (зміни хмарності, радіаційний баланс і процеси, що відбуваються в океанах, на суші, і в нижніх шарах атмосфери).
- MOPITT[en][5], спостерігає за характером забруднення атмосфери.

Дані зі супутника допомагають ученим зрозуміти поширення забруднення у світі. Інструменти Терра були використані в наукових роботах, які досліджують тенденції в глобальному забрудненню
 чадним газом і аерозолем. Дані, зібрані супутником, стануть в остаточному висновку новим, 15-річним глобальним банком даних.

## Зображення

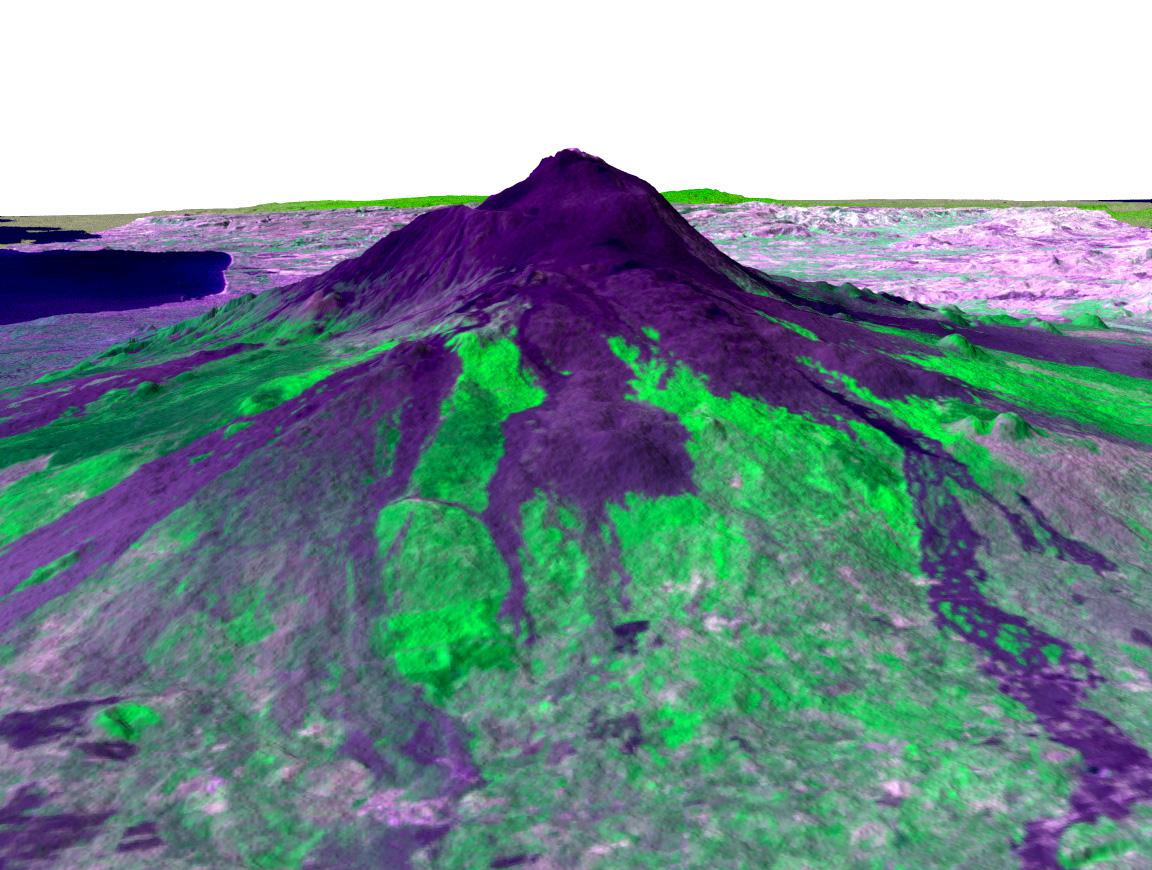
Дані від приладу ASTER натягнуті на тривимірну модель Етни.
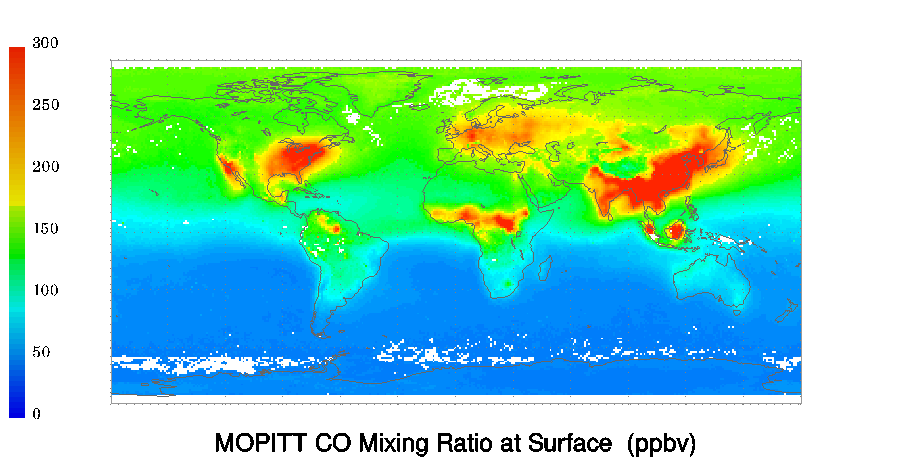
MOPITT: чадний газ в березні 2010.
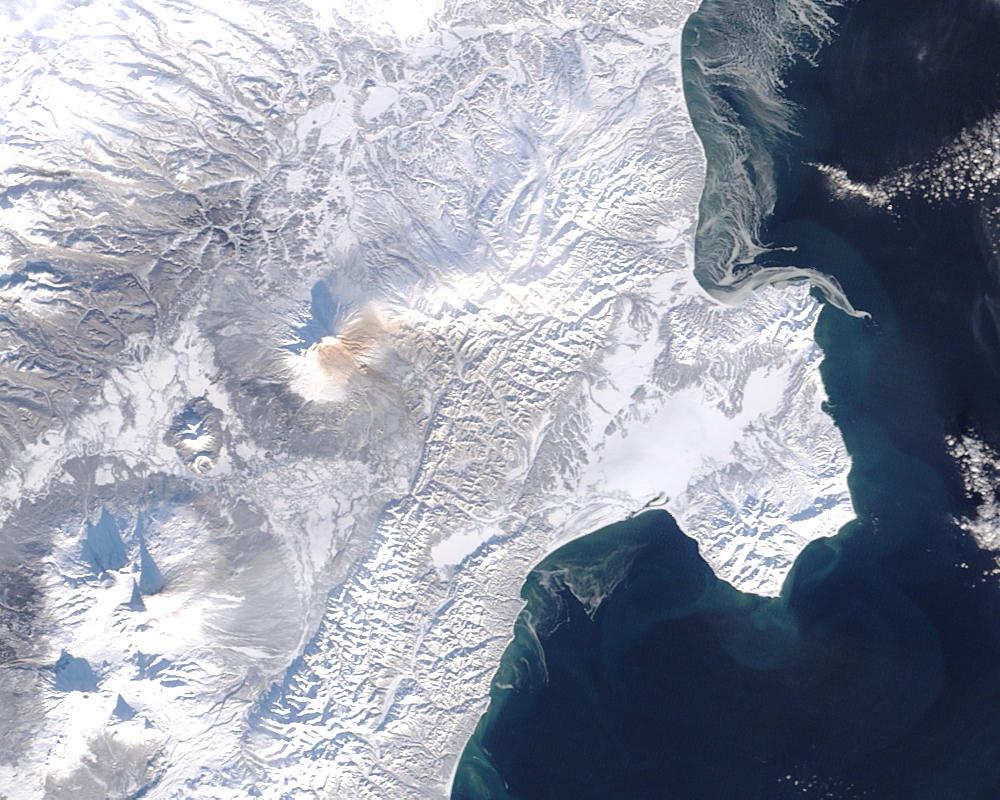
MODIS бачить колони попелу, які викидаються вулканом Шивелуч і Ключевською Сопкою.
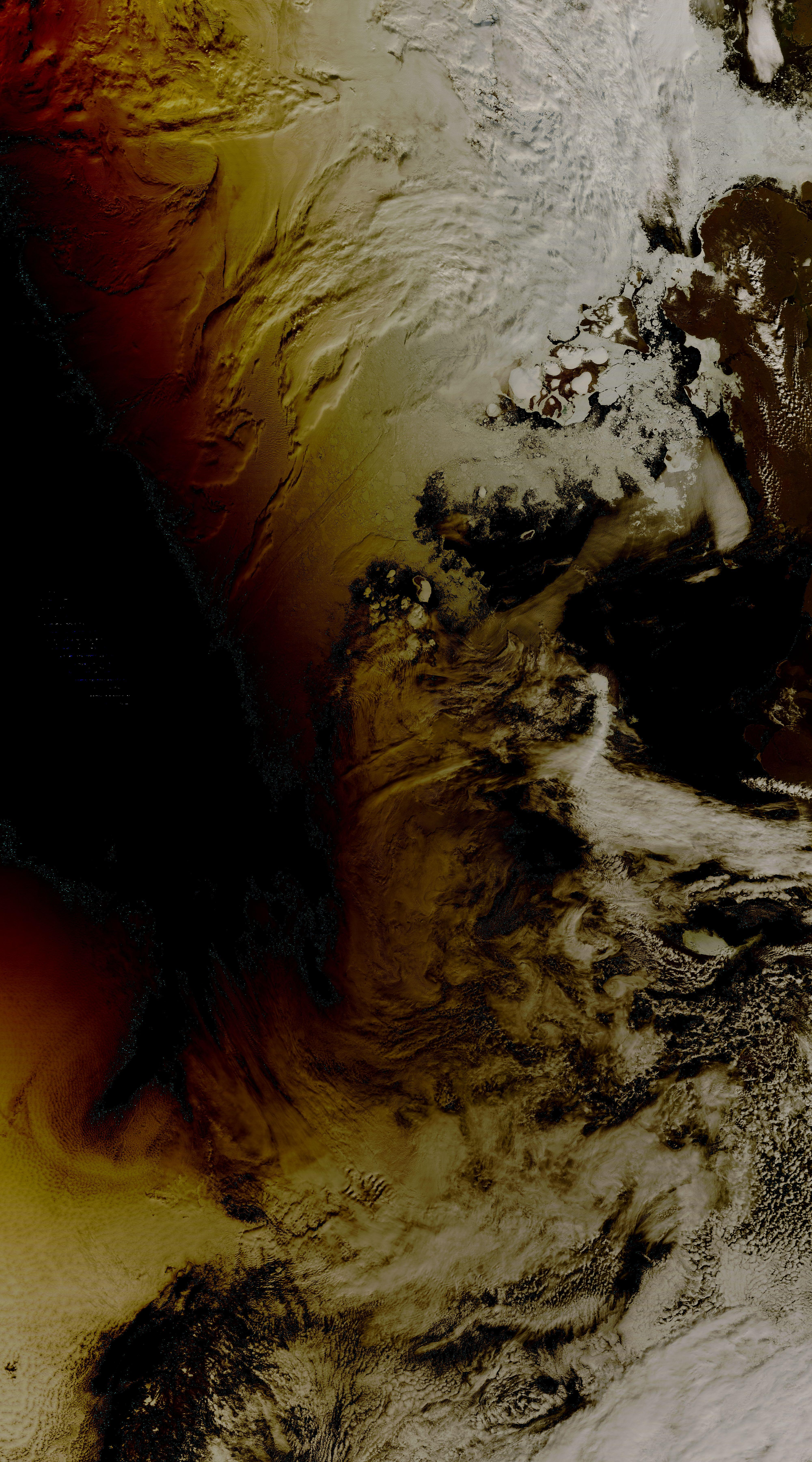
Сонячне затемнення 1 серпня 2008 року над Росією, Норвегією і Північним Льодовитим океаном.
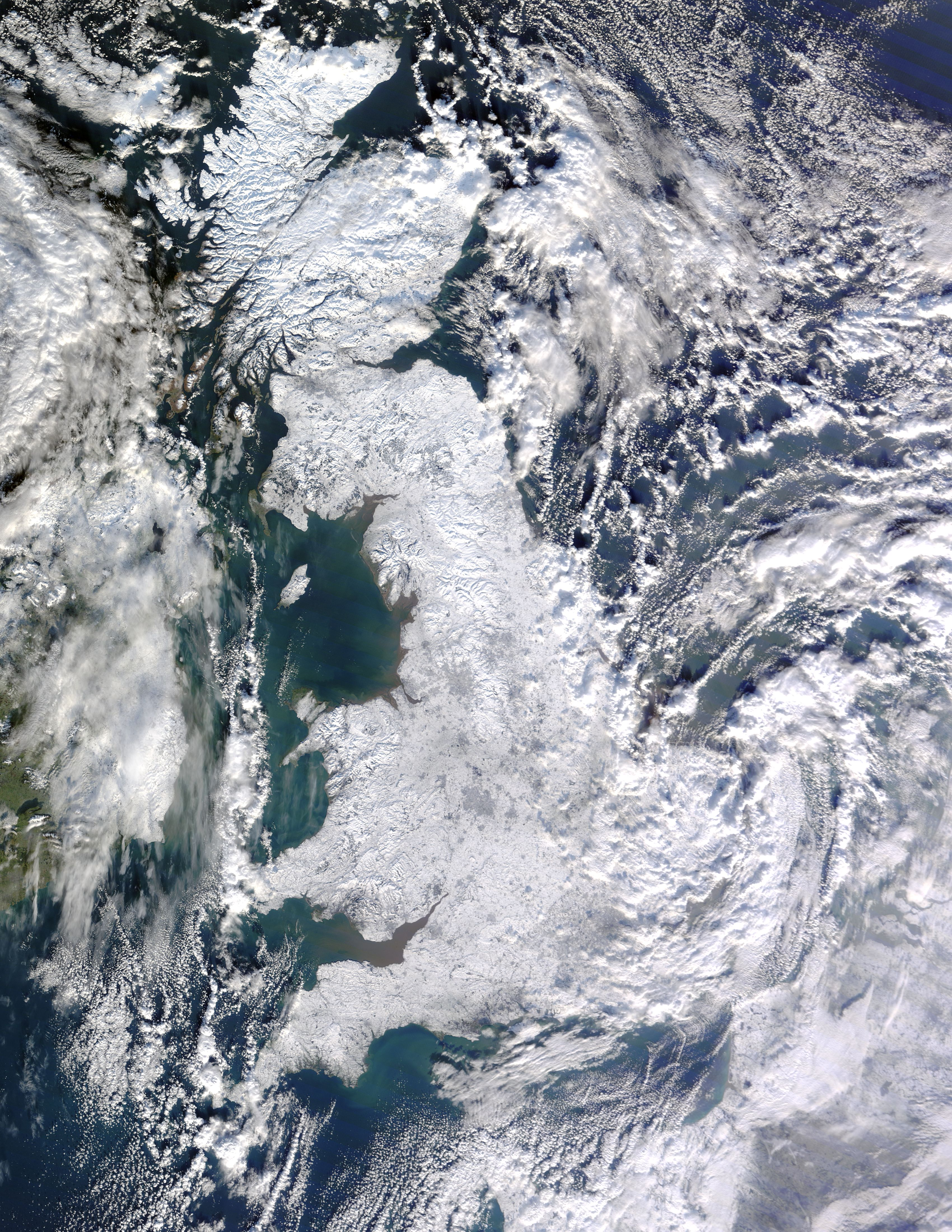
MODIS: Наслідки європейських зимових бурь 2009–2010[en] у Великій Британії.